# Pénétrante d'El Jadida
L'autoroute A103 ou pénétrante d'El Jadida est une autoroute marocaine, longue de 5 km, permettant l'accès à El Jadida depuis l'autoroute Rabat - Safi. Il s'agit d'un des 2 accès à la ville par l'autoroute et d'une des 3 pénétrantes reliées à l'A1.

## Tracé
| Nom inaugural | Nom actuel | Section                | État (2020)       | Longueur |
| ------------- | ---------- | ---------------------- | ----------------- | -------- |
| A 5           | A103       | Pénétrante d'El Jadida | En service (2006) | 5 km     |

## Sorties
| Elément                    | Kilomètre | Itinéraire                                        | Routes |
| -------------------------- | --------- | ------------------------------------------------- | ------ |
| Échangeur entre A103 et A1 | km 0      | الـجرف الأصفــر آسفــــي Jorf Lasfar Safi         | A1     |
| Échangeur entre A103 et A1 | km 0      | أزمـــــــور الدار الـبـيـضاء Azemmour Casablanca | A1     |
| Péage                      | km 2      | Gare de péage d'El Jadida Centre                  |        |
| Échangeur entre A103 et N1 | km 5      | أزمـــــــور الدار البـيــضاء Azemmour Casablanca | N1     |